# Adam Czerniak
Adam Karol Czerniak – polski ekonomista, doktor habilitowany nauk społecznych, od 2024 zastępca prezesa Krajowego Zasobu Nieruchomości.

## Życiorys
W 2008 r. ukończył studia ekonomiczne w Szkole Głównej Handlowej w Warszawie, w 2014 r. obronił pracę doktorską pt. Wpływ cech społeczno-kulturowych społeczeństw na powstawanie baniek cenowych na rynku mieszkaniowym, której promotorem był prof. Ryszard Rapacki, w 2023 r. habilitował się.
Został pracownikiem naukowym w Szkole Głównej Handlowej w Warszawie.
W listopadzie 2024 został powołany na stanowisko zastępcy prezesa Krajowego Zasobu Nieruchomości.